# 钝叶扁担杆
钝叶扁担杆（学名：Grewia retusifolia）为锦葵科扁担杆属的植物。分布在越南、印度尼西亚以及中国大陆的广西等地，多生长于次生林中，目前尚未由人工引种栽培。